# Эволюция китообразных

Современные виды инфраотряда китообразных

Китообразные (киты, дельфины, морские свиньи) происходят от сухопутных предков, об этом и свидетельствуют многие их признаки:
- дыхание атмосферным воздухом с помощью легких,
- кости плавников (передних конечностей) китообразных напоминают кости конечностей наземных млекопитающих,
- движение хвоста и изгибание позвоночника вверх—вниз более характерно для бегущего галопом млекопитающего, чем для плывущей рыбы, изгибающейся обычно вправо—влево.

Вопрос о том, как наземные млекопитающие эволюционировали в морских, долгое время оставался загадкой из-за отсутствия ископаемых остатков переходных видов. Однако благодаря открытию пакицета в 1992 году стало возможным прояснить ряд вопросов и увидеть стадии перехода наземных животных в морских.

## Предки китообразных

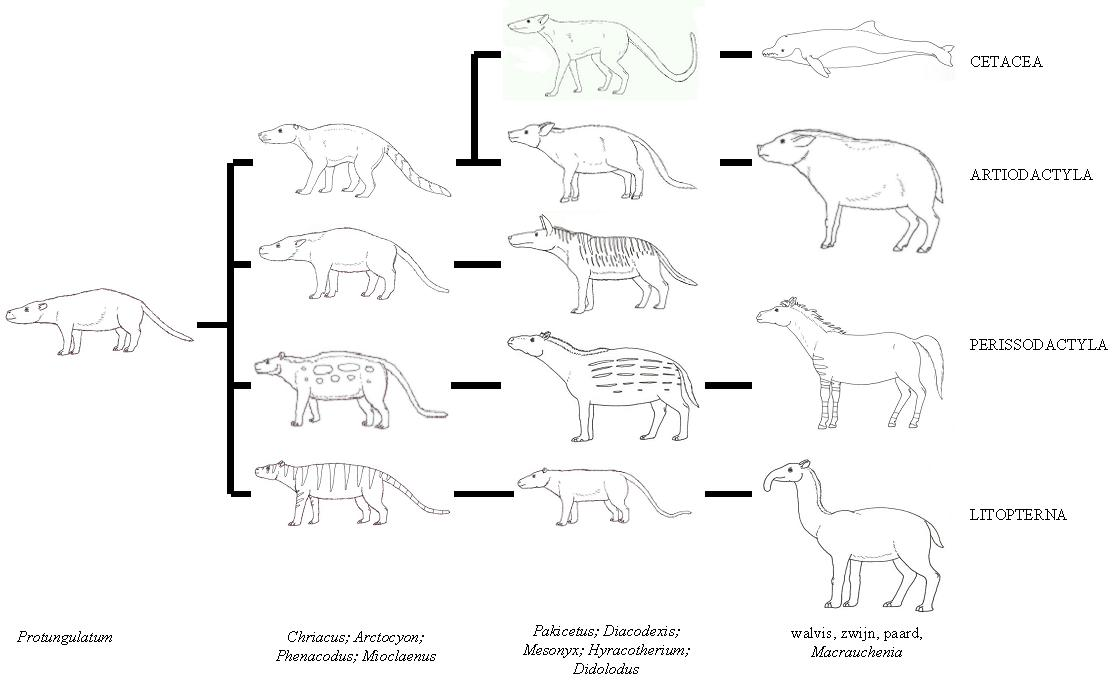
Эволюционное дерево китообразных, включая копытных

Традиционные взгляды на эволюцию китообразных состояли в том, что их ближайшими родственниками и, вероятно, предками являлись мезонихии — вымерший отряд хищных копытных, которые напоминали волков с копытцами вместо когтей и были сестринской группой парнокопытных. Эти животные имели зубы необычной конической формы, похожие на зубы китообразных. В частности из-за этого учёные долгое время считали, что китообразные произошли от некой предковой мезонихии.
В 1985 году Винсент Шарич провёл молекулярно-генетическое исследование белков крови, результаты которого свидетельствовали, что китообразные — близкие родственники парнокопытных, в частности гиппопотамов. В 2005 году палеонтолог Жан-Рено Буассери и его коллеги Мишель Брюне и Фабрис Лихоро провели анализ новых и ранее существовавших окаменелостей бегемотов, китов и антракотериевых и убедительно доказали их близкое родство. На основе этих данных предлагается даже включать китообразных в состав отряда парнокопытные и предлагается название Cetartiodactyla для монофилетического таксона, включающего две эти группы. Однако наибольший возраст известных ископаемых остатков антракотериев, предков бегемотов, на несколько миллионов лет меньше, чем возраст пакицета, наиболее древнего из известных предков китов.
Открытие рода Pakicetus, наиболее древнего из известных протокитообразных, подтверждает молекулярные данные. Строение скелета пакицета показывает, что киты не являются прямыми потомками мезонихид. Напротив, предки китов отделились от парнокопытных и перешли к водному образу жизни уже после того, как сами парнокопытные отделились от общих с мезонихидами предков. Таким образом, протокитообразные были ранними формами парнокопытных, которые сохранили некоторые характерные для мезонихид признаки (коническую форму зубов), утраченные современными парнокопытными. Интересно, что самые ранние предки всех копытных млекопитающих были, вероятно, частично плотоядными или «мусорщиками».

## Самые ранние животные из инфраотряда китообразных: пакицетиды или индохиус?

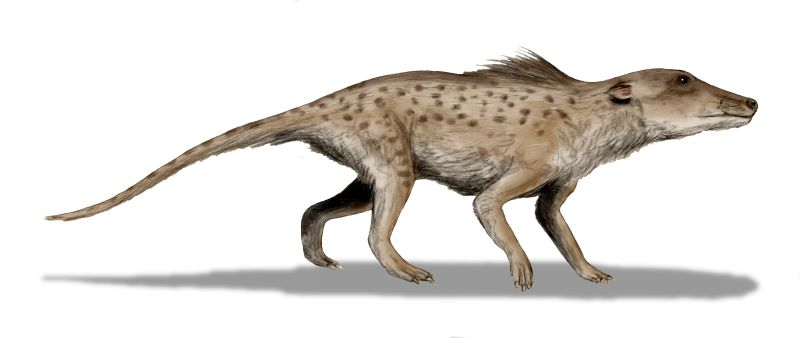
Пакицет. Реконструкция

Пакицеты были копытными животными, иногда их классифицируют как ранних китов. Они жили на территории современного Пакистана (откуда и название — «кит из Пакистана») в раннем эоцене, около 50 миллионов лет назад. Это было животное, внешне напоминавшее собаку, однако с копытами на пальцах и с длинным тонким хвостом. С китами пакицета роднит устройство уха: слуховая булла пакицета, как и у кита, образовалась исключительно из барабанной кости. Форма ушной области пакицета весьма необычна и находит аналоги только у китообразных. Первоначально предполагалось, что ухо было приспособлено для жизни под водой, однако, как показали дальнейшие исследования, уши пакицета подходят только для воздушной среды, и, если пакицет действительно предок китов, возможность слышать под водой была позднейшей адаптацией уже имевшегося слухового аппарата. Как утверждает Тевиссен, зубы пакицета тоже напоминают зубы ископаемых китов.

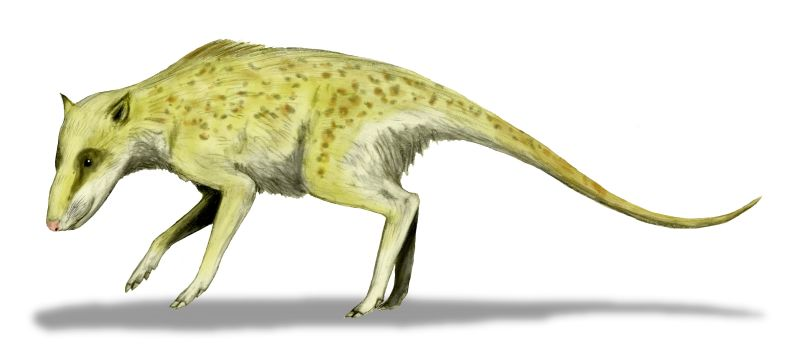
Индохиус. Реконструкция

Тевиссеном было также обнаружено, что схожее устройство уха наблюдалось в окаменелостях небольшого похожего на оленя животного индохиуса. Индохиус обитал около 48 миллионов лет назад в Кашмире. Это небольшое — размером с домашнюю кошку — травоядное животное обладало некоторыми чертами, сближающими его с китами и свидетельствующими об адаптации к водной среде. В их числе толстая и тяжёлая костная оболочка, напоминающая костную оболочку некоторых современных полуводных животных, таких как гиппопотамы, что способствует уменьшению плавучести и, как следствие, позволяет оставаться под водой. Это позволяет предположить, что индохиус, подобно современному водяному оленьку, нырял под воду, чтобы укрыться от хищника.

## Амбулоцетиды и ремингтоноцетиды

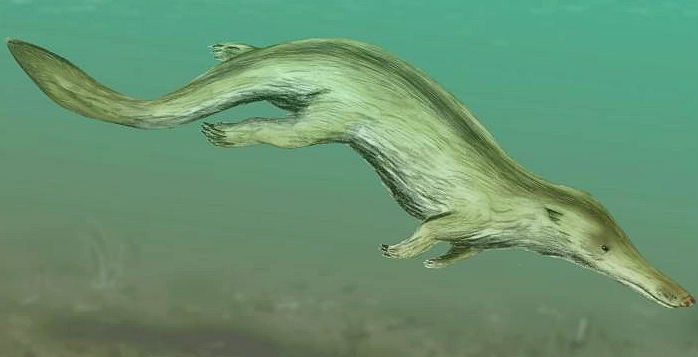
Ремингтоноцетид Kutchicetus. Реконструкция

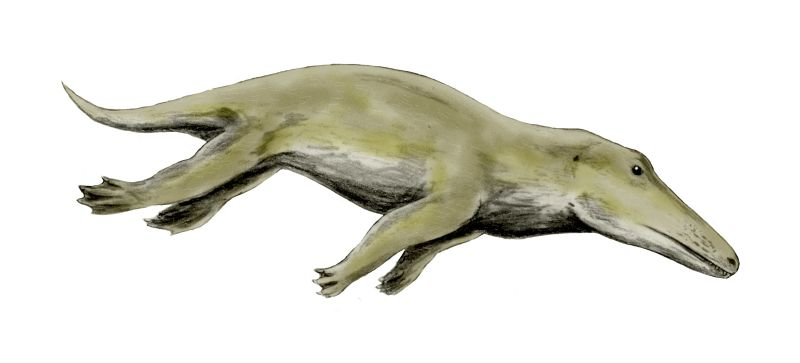
Ambulocetus natans. Реконструкция

Наиболее примечательным из древних китов является амбулоцет, известный из эоцена Пакистана. Внешне это млекопитающее походило на трёхметрового крокодила. Амбулоцет был полуводным животным: его задние лапы лучше приспособлены для плавания, нежели для ходьбы по суше. Вероятно, он плавал, изгибая тело в вертикальной плоскости, как современные выдры, тюлени и киты. Предполагается, что амбулоцетиды охотились подобно современным крокодилам, подстерегая в засаде рыб и пришедших на водопой животных.
Близкими родственниками амбулоцета были ремингтоноцетиды. Представители этого семейства были мельче, имели более удлинённую морду и были лучше приспособлены к подводной жизни. Предполагается, что образом жизни они напоминали современных выдр, охотясь из засады на рыб.
У представителей обеих групп ноздри располагались на конце морды, как у наземных млекопитающих.

## Протоцетиды

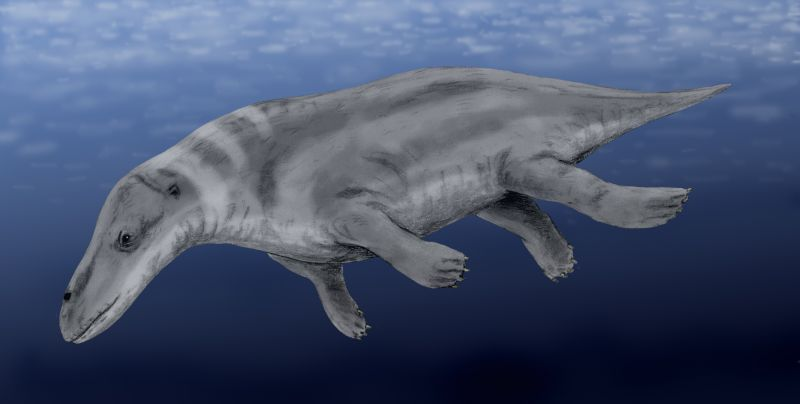
Родхоцет. Реконструкция

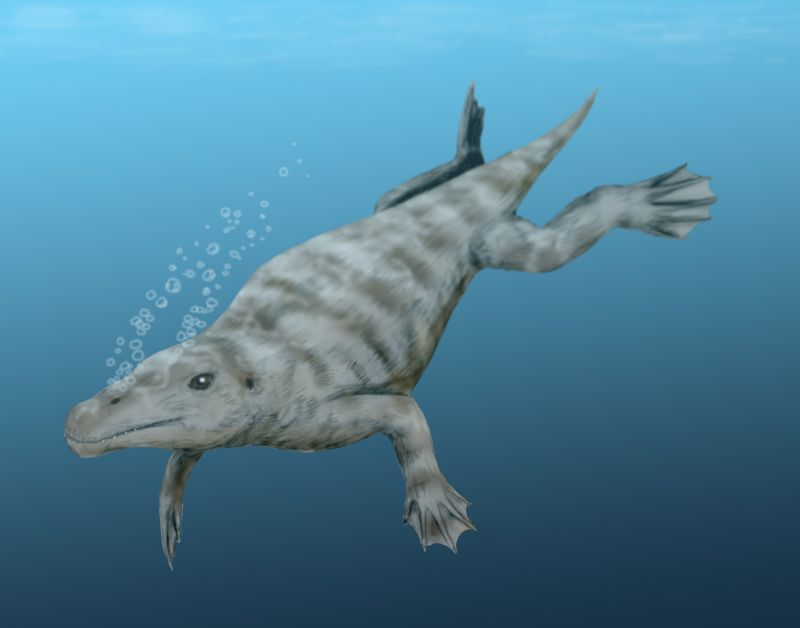
Джорджиацет. Реконструкция

Протоцетиды образуют крупную и разнообразную группу, известную по находкам в Азии, Европе, Африке и Северной Америке. Данное семейство включает в себя большое количество родов, некоторые из них довольно хорошо изучены (например, родхоцет, известный из третичных отложений Белуджистана). Все известные протоцетиды обладали хорошо развитыми передними и задними конечностями, которые могли поддерживать тело на земле; вероятно, они вели амфибиотический образ жизни, обитая как в водной среде, так и на суше. Пока не ясно, имелся ли у протоцетид хвостовой плавник, как у современных китообразных, однако очевидно, что они были неплохо приспособлены к водному образу жизни. Например, крестец — часть позвоночника, к которой крепится таз — у родхоцета состоял из пяти раздельных позвонков, в то время как позвонки в крестце наземных млекопитающих слиты. Носовые отверстия сдвинулись у протоцетид вверх по рылу — это является первым шагом к расположенным на макушке ноздрям нынешних китообразных. Версия об амфибийной природе протоцетид подкреплена находкой беременной самки майацета с окаменевшим плодом, повёрнутым головой к выходному отверстию. Это заставляет предположить, что роды у майацета проходили на суше — в противном случае детёныш имел шансы захлебнуться.
О происхождении ранних китов от копытных говорят такие особенности, как, например, наличие копыт на концах пальцев у родхоцета.

## Базилозавриды: полностью морские китообразные

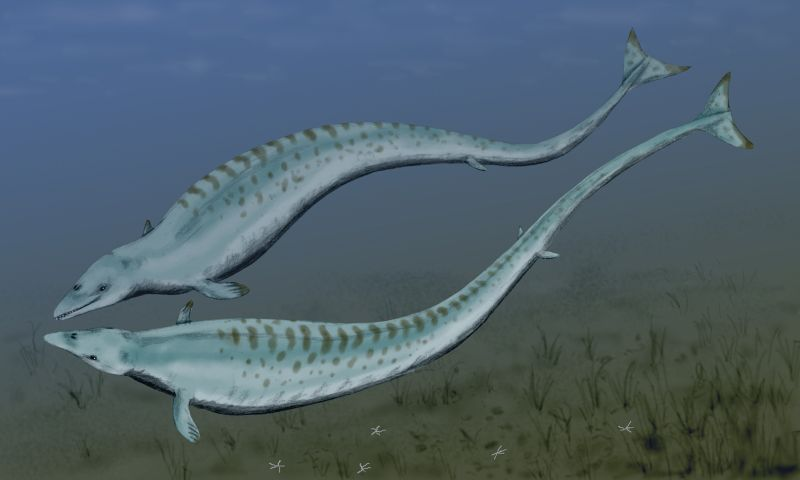
Базилозавр. Реконструкция

Базилозавр (обнаруженный в 1840 году и первоначально принятый за рептилию, чем объясняется «рептильное» имя) и Perucetus жили приблизительно 38 миллионов лет назад и представляли собой чисто морских животных. Базилозавр был столь же велик, как крупные современные киты, достигая порой 20 метров в длину. Perucetus по разным оценкам мог достигать 17-20,1 метров в длину и массы от 85 до 340 тонн. Если последняя оценка верна, то Perucetus превосходил по массе современного голубого кита. Представители подсемейства Dorudontinae были несколько меньше, до 5 метров.

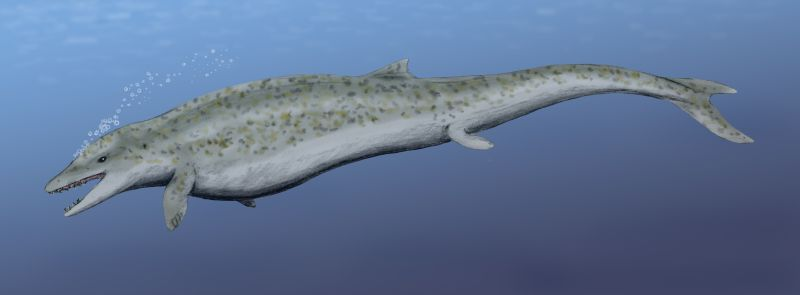
Дорудон. Реконструкция

При всём сходстве с современными китами у базилозаврид отсутствовал лобно-жировой выступ, так называемая дыня, позволяющая ныне существующим китообразным эффективно использовать эхолокацию. Мозг базилозаврид был сравнительно небольшого размера, из чего можно предположить, что они вели одиночный образ жизни и не имели такой сложной социальной структуры, как у некоторых современных китообразных. В связи с переходом к чисто водному образу жизни у базилозаврид наблюдается деградация задних конечностей — они, хотя и хорошо сформированы, невелики и уже не могут использоваться для передвижения. Впрочем, возможно, они играли вспомогательную роль при спаривании. Тазовые кости базилозаврид уже не связаны с позвоночником, как это было у протоцетид.

## Появление эхолокации

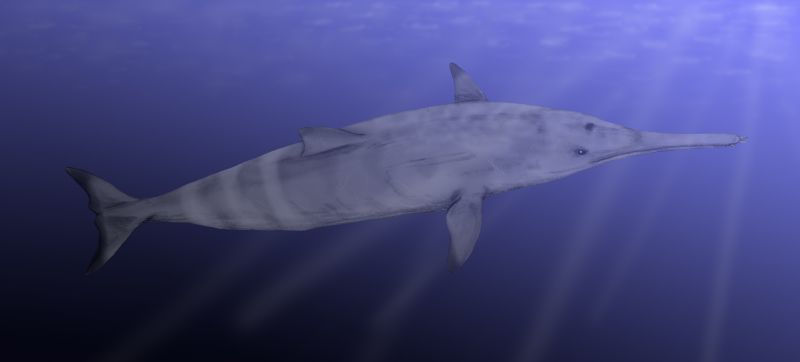
Реконструкция сквалодона

Зубатые киты (Odontocetes) осуществляют эхолокацию, создавая серию щелчков на различных частотах. Звуковые импульсы излучаются посредством лобной жировой подушки («лобной дыни»), отражаются от объекта и регистрируются с помощью нижней челюсти. Изучение черепов сквалодона (Squalodon) позволяет предположить первичное возникновение эхолокации именно у этого вида. Сквалодон жил с начала среднего олигоцена до середины миоцена, около 33-14 миллионов лет назад, и имел ряд признаков, сходных с современными зубатыми китами. Так, например, сильно сплюснутый череп и вынесенные челюстные дуги наиболее характерны для современных Odontoceti. Несмотря на это, возможность происхождения современных дельфинов от сквалодона считается маловероятной.

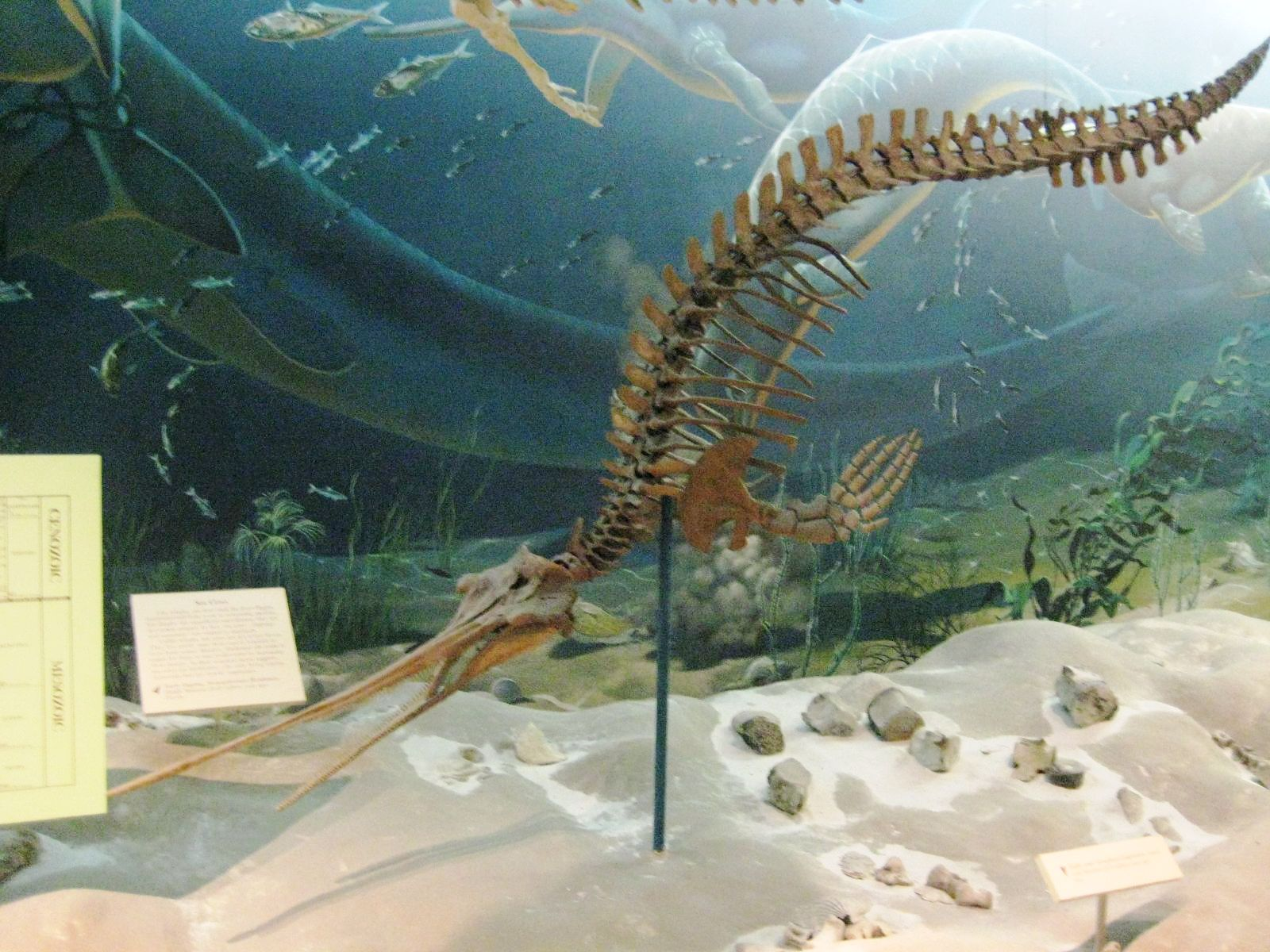
Скелет Xiphiacetus'а.